# 朱塞佩·兰贝蒂
朱塞佩·兰贝蒂（義大利語：Giuseppe Lamberti，1973年11月12日—），意大利男子赛艇运动员。他曾代表意大利参加世界赛艇锦标赛，获得二枚金牌，均来自男子轻量级八人单桨有舵手项目。